# Thomas Jacominus van Buuren
Thomas Jacominus van Buuren (Meeuwen, Hill en Babyloniënbroek, 17 maart 1816 – aldaar, 18 april 1902) was een Nederlandse burgemeester.

## Leven en werk
Van Buuren was een zoon van Pieter van Buuren, tussen 1832 en 1847 burgemeester van de Brabantse gemeente Meeuwen, Hill en Babyloniënbroek, en Adriana Margaretha Bogers. In 1848 volgde Van Buuren zijn vader, kort na diens overlijden, op als secretaris van deze gemeente, een functie die hij ruim 50 jaar zou vervullen. In 1878 werd hij daarnaast benoemd tot burgemeester. Beide functies vervulde hij tot 1 juli 1899.
Op 30 mei 1845 trouwde Van Buuren met Margarita Johanna Donker uit Almkerk en Uitwijk. Na haar overlijden hertrouwde Van Buuren op 23 februari 1866 met Alida Sophia Maria van Tussenbroek uit Zuilichem. Van Buuren overleed op 18 april 1902 op 86-jarige leeftijd.